# Rhoda Rennie
Rhoda Lilian Rennie (ur. 2 maja 1909 w Benoni, zm. 11 marca 1963 w Johannesburgu) – południowoafrykańska pływaczka. Brązowa medalistka olimpijska z Amsterdamu.
Zawody w 1928 były jej jedynymi igrzyskami olimpijskimi. Brązowy medal zdobyła w sztafecie kraulowej, wspólnie z nią tworzyły ją także Mary Bedford, Freddie van der Goes i Kathleen Russell. Miała wówczas 19 lat.
W 1963 popełniła samobójstwo.